# Brassaiopsis griffithii
Brassaiopsis griffithii är en araliaväxtart som beskrevs av Charles Baron Clarke. Brassaiopsis griffithii ingår i släktet Brassaiopsis och familjen Araliaceae. Inga underarter finns listade.